# CK island
『CK island』は、C&Kの1枚目のインディーズミニアルバムである。2008年6月18日に発売。発売元はVillage Again Association

## 解説
- オリコンでは最高87位だったが、インディーズチャートでは最高10位を記録している。

## 収録曲
1. Sun Son Sound feat. 九州男
リードトラック
2. EVERYBODY
3. to di Bone
4. SORRY SORRY feat. MEGA HORN (MEGARYU)
5. 愛の詩
6. JOY A LIFE